# 渡邉梨恵
渡邉 梨恵（わたなべ りえ、1980年1月22日 - ）は、広島県出身の女性ソフトテニス選手。

## 来歴
2003-2005日本代表。広島女子商業学校-NTT中国。
オールラウンドの名手。シングルスにおいては旧ルール時代の1999年とルール改正後の2004．2005年に優勝。日本国内で両ルールで優勝したのは男女通じて渡邉だけである。一方ダブルスにおいては堀越敦子とのペアで果敢に前陣に切り込む攻撃的なスタイルを見せ皇后杯に二連覇。この２年間は単複で日本一（2005年度はインドアも含め三冠完全優勝を達成）。

## 四大国際大会戦績
- 2003世界ソフトテニス選手権　シングルス第三位　ダブルスベスト16（渡邉・堀越）
- 2004アジアソフトテニス選手権　国別対抗団体戦優勝　シングルス優勝　ダブルスベスト16（渡邉・堀越）

- 2005東アジア競技大会　国別対抗団体戦優勝　シングルスベスト8　ダブルスベスト8（渡邉・堀越）

## 主な戦績
- 2003皇后賜杯全日本ソフトテニス選手権大会　ベスト8（渡邉・堀越）
- 2004皇后賜杯全日本ソフトテニス選手権大会　優勝（渡邉・堀越）
- 2005皇后賜杯全日本ソフトテニス選手権大会　優勝（渡邉・堀越）

- 2004全日本インドアソフトテニス選手権　三位（渡邉・堀越）
- 2005全日本インドアソフトテニス選手権　準優勝（渡邉・堀越）
- 2006全日本インドアソフトテニス選手権　優勝（渡邉・堀越）

- 1998全日本シングルス選手権大会　ベスト8
- 1999全日本シングルス選手権大会　優勝
- 2000全日本シングルス選手権大会　ベスト8
- 2002全日本シングルス選手権大会　ベスト8
- 2003全日本シングルス選手権大会　ベスト8
- 2004全日本シングルス選手権大会　優勝
- 2005全日本シングルス選手権大会　優勝
- 2006全日本シングルス選手権大会　三位